# Яворницьке (село)
Яворни́цьке — село в  Україні, у Широківській сільській громаді Запорізького району Запорізької області. Населення — 106 осіб. До 2020 року орган місцевого самоврядування — Миколай-Пільська сільська рада.

## Географія
Село Яворницьке розташоване за 40 км від обласного центру. Сусідні населені пункти: Малозахарине (Дніпровський район) та Нововознесенка (2,5 км). Селом тече пересихаючий струмок із загатою. Поруч пролягає автошлях регіонального значення Р73.

## Історія
Село засноване 1929 року.
12 червня 2020 року, відповідно до розпорядження Кабінету Міністрів України від № 713-р «Про визначення адміністративних центрів та затвердження територій територіальних громад Запорізької області», село увійшло до складу Широківської сільської громади.
19 липня 2020 року, в результаті адміністративно-територіальної реформи та ліквідації колишнього Запорізького району(1965—2020), село увійшло до складу новоутвореного Запорізького району.

## Населення

### Мова
Розподіл населення за рідною мовою за даними перепису 2001 року:
| Мова       | Кількість | Відсоток |
| ---------- | --------- | -------- |
| українська | 100       | 94,34 %  |
| російська  | 6         | 5,66 %   |
| Всього:    | 106       | 100 %    |